# Trolleybus de Linz
Le réseau de trolleybus de Linz est un des deux réseaux de trolleybus subsistant en Autriche (avec celui de Salzbourg). Il s'agit d'un réseau de cinq lignes.

## Réseau actuel

### Aperçu général
| 41  | Hessenplatz – Baintwiese          |
| 43  | Hessenplatz – Traun Stadtfriedhof |
| 45  | Stieglbauernstraße – Hauptbahnhof |
| 45a | Stieglbauernstraße – Froschberg   |
| 46  | Hafen – Froschberg                |

### Matériel roulant
| Numéros | Quantité | Constructeur | Équipement électrique | Années de construction | Modèle                  | Plancher bas |
| ------- | -------- | ------------ | --------------------- | ---------------------- | ----------------------- | ------------ |
| 221–240 | 20       | Van Hool     | Kiepe                 | 2017-2019              | Van Hool Exqui.City 24T | oui          |